# Lycaste donadrianii
Lycaste donadrianii är en orkidéart som beskrevs av Tinschert och Henry Francis Oakeley. Lycaste donadrianii ingår i släktet Lycaste och familjen orkidéer.
Artens utbredningsområde är Guatemala. Inga underarter finns listade i Catalogue of Life.